# Vernonia fragrans
Vernonia fragrans là một loài thực vật có hoa trong họ Cúc. Loài này được La Llave miêu tả khoa học đầu tiên năm 1824.